# Central Térmica de la Ciudad Universitaria de Madrid
La Central Térmica de la Ciudad Universitaria de Madrid fue construida en el año 1932, como un elemento importante de la organización del plan urbano.
Su fin era generar energía térmica para un sistema de calefacción urbana, que sirviese a los edificios que se iban a construir en la Ciudad Universitaria.

## Arquitectura
El edificio fue proyectado por el arquitecto Manuel Sánchez Arcas, tras un viaje de estudios por varios campus norteamericanos., en colaboración con el ingeniero Eduardo Torroja Miret, en el estilo racionalista de la época y recibió el premio Nacional de Arquitectura del año 1932.
- En su diseño original estaba compuesto por dos volúmenes bien diferenciados acabados en ladrillo dispuesto en hiladas a soga y sin llagas, lo que producía una impresión de plano continuo de alta belleza a sus superficies.
- La chimenea estaba en la construcción constituyendo el único ornamento, que a vez era funcional y representativo, que se permitió el maestro.[1]
- Se la considera "la obra más auténticamente de vanguardia construida en la Ciudad Universitaria antes de 1936".[2]

## Remodelaciones
- Fue casi destruido durante la guerra civil española, en 1936, pues la Ciudad Universitaria fue frente de guerra durante la Defensa de Madrid, y otros muchos edificios, casi recién construidos, también resultaron seriamente dañados. Se encargó de su reconstrucción Eduardo Torroja, en 1943, procurando conservar el estilo de su diseñador, ya que éste se encontraba exiliado en Polonia, trabajando en la reconstrucción de Varsovia.
- Las remodelaciones posteriores no fueron tan respetuosas con el edificio y se le fueron añadiendo varios cuerpos al volumen original, menguando el valor arquitectónico de la obra.

## Evolución como central térmica

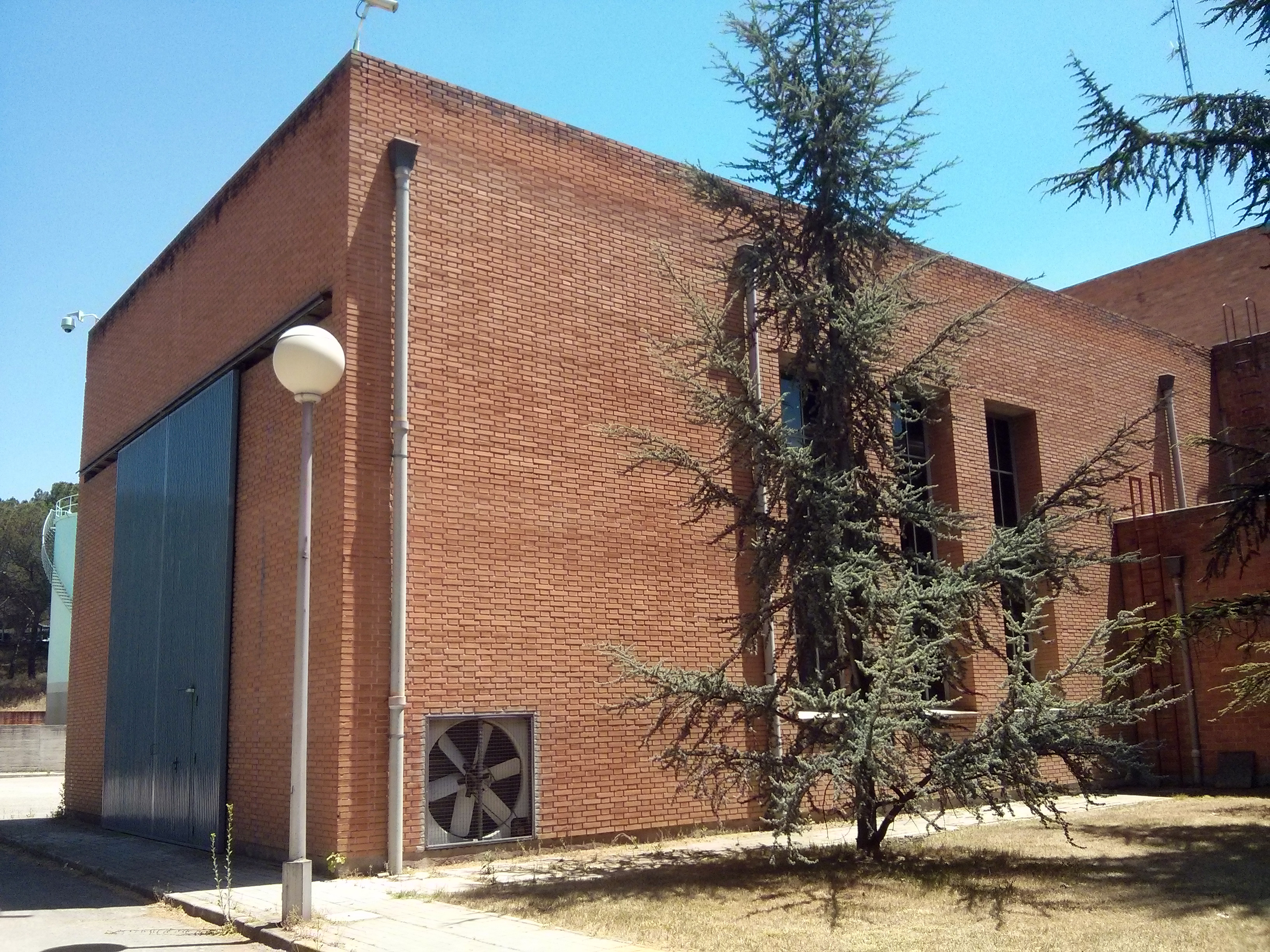
Vista de un lateral del edificio

Las facultades y escuelas técnicas construidas hasta los años 1950 se conectaron a la central, pero después, un mal entendido concepto de la energía, hizo que las nuevas facultades se construyeran con centrales propias.
La Escuela Técnica Superior de Arquitectura creó su central propia cuando se construyó un paso subterráneo en la plaza del Cardenal Cisneros, que cortaba el conducto que la unía a la central. Más adelante, cuando la Universidad Complutense de Madrid se escindió para crear la Universidad Politécnica de Madrid, por razones, parece que burocráticas, el resto de las Escuelas de la nueva Universidad se desengancharon también.
Actualmente la central sigue funcionando, habiendo cambiado de combustible, del inicial, y normal en la época, el carbón, se cambió a gasóleo y ahora funciona con gas natural. Su capacidad es superior a las demanda de los edificios que siguen enganchados a ella, a pesar de que el precio de la unidad de energía térmica es inferior al que cuestan los de las centrales de edificio que hay en otras facultades.[cita requerida]